# Villa Ludovisi
 (décembre 2023).
Si vous disposez d'ouvrages ou d'articles de référence ou si vous connaissez des sites web de qualité traitant du thème abordé ici, merci de compléter l'article en donnant les références utiles à sa vérifiabilité et en les liant à la section « Notes et références ».
Ne doit pas être confondu avec Villa Aurora.
La Villa Ludovisi, dite aussi Villa Aurora,  est une villa construite dans les années 1620 par Le Dominiquin pour Ludovico Ludovisi pour y abriter sa collection d'antiquités, dans la banlieue de Rome, dans la zone du Pincio,  sur les jardins de Salluste.

## Histoire
Avant la création de l'ensemble dans les années 1620, il existe déjà une vaste propriété située au milieu des vignobles de la porte Pinciana, à l'extérieur de la ville de Rome. Cette villa appartient successivement à plusieurs personnalités comme Giovanni Antonio Orsini, le cardinal Francesco Maria del Monte ou encore le cardinal Pietro Aldobrandini. Lorsqu'il l'acquiert en 1621, le cardinal Ludovico Ludovisi y fait établir une nouvelle résidence dont les plans de construction sont dessinés par le Dominiquin.
La  propriété de la villa passe à la famille Boncompagni Ludovisi, qui, en 1872, la loue au roi Victor Emmanuel II qui l'utilise comme résidence pour sa maîtresse, Rosa Vercellana.
En 1855, la villa est vendue à une société immobilière qui lotit les jardins. La Via Veneto est aussi construite dans ses jardins. Tous les bâtiments de la villa sont détruits, hormis le « Casino dell'Aurora  », nommé ainsi d'après la fresque du Guerchin qui décore l'édifice, ainsi que la façade et le grand escalier du « Palazzo Grande ».

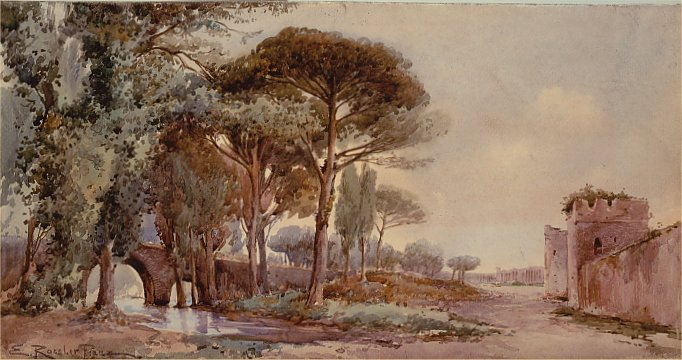
La Villa Ludovisi vers 1880 (peinture de Ettore Roesler Franz)
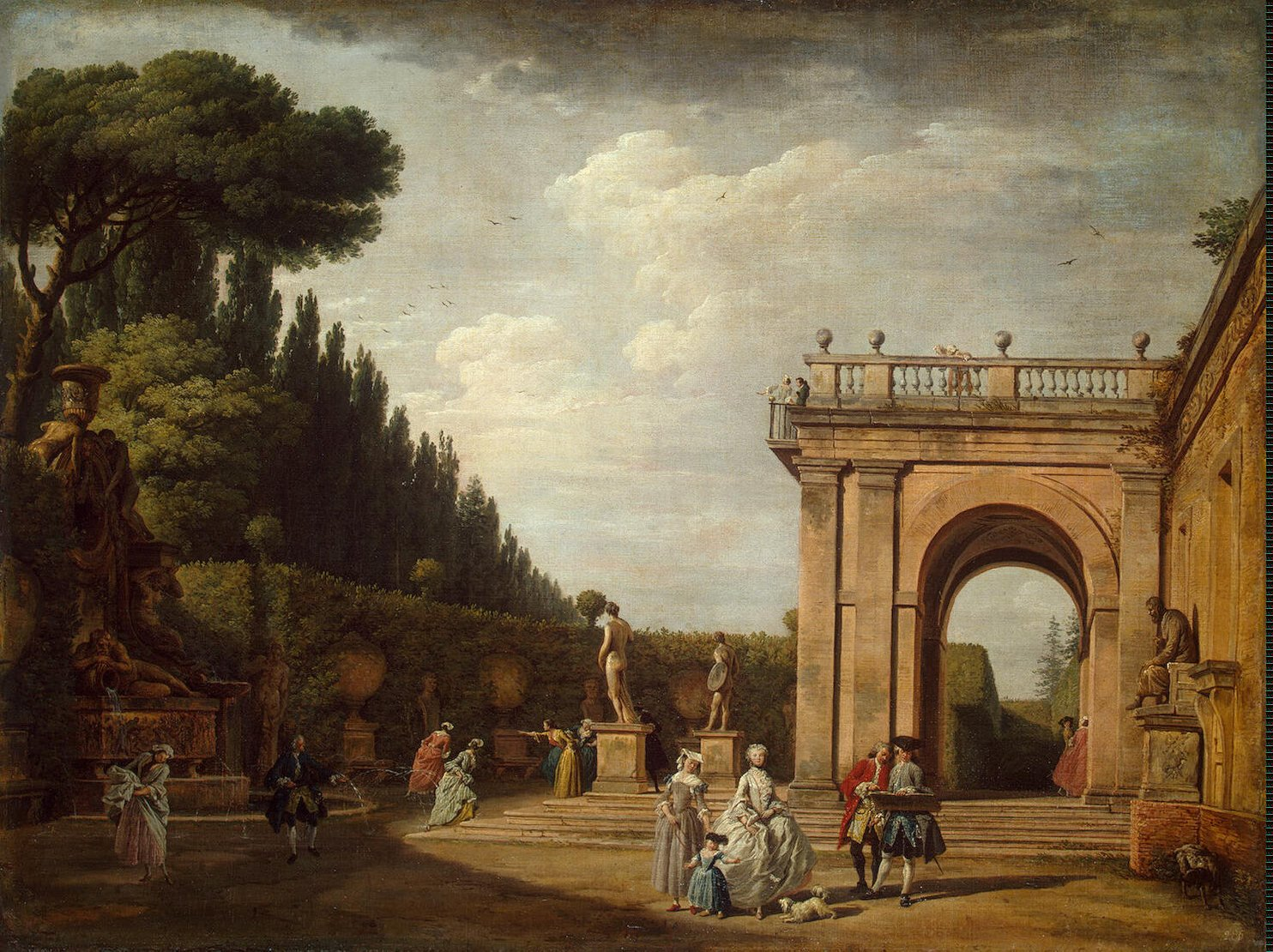
Claude Joseph Vernet - Vue du parc de la Villa Ludovisi à Rome - Musée de l'Ermitage à Saint-Pétersbourg
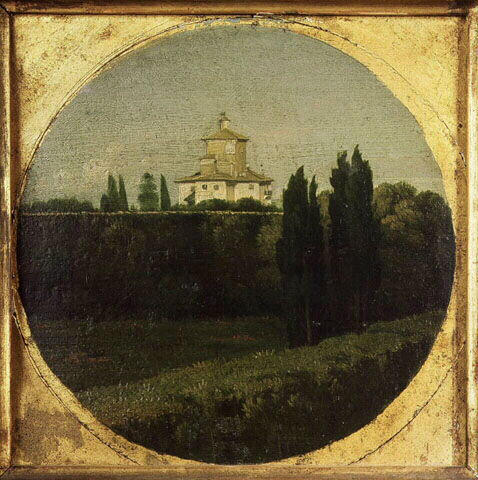
Le Casino dell'aurora de la villa Ludovisi Ingres, 1806 Montauban, musée Ingres

## Œuvres
Le cardinal Francesco Maria del Monte, protecteur de Caravage, lui commande en 1597 ou 1599 une peinture a fresco du plafond qu'il réalise à l'huile, sur plâtre pour le plafond de son « cabinet d'alchimie » : Jupiter, Neptune et Pluton

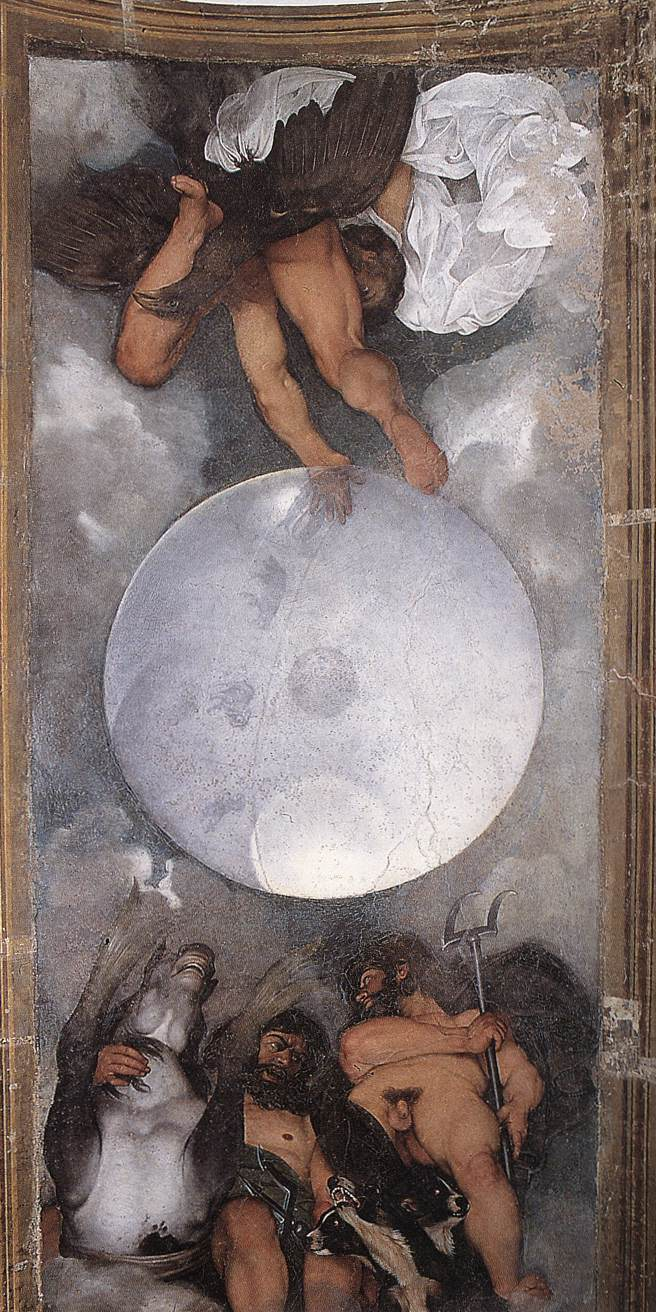
Jupiter, Neptune et Pluton, fresque, d'un plafond du Caravage.
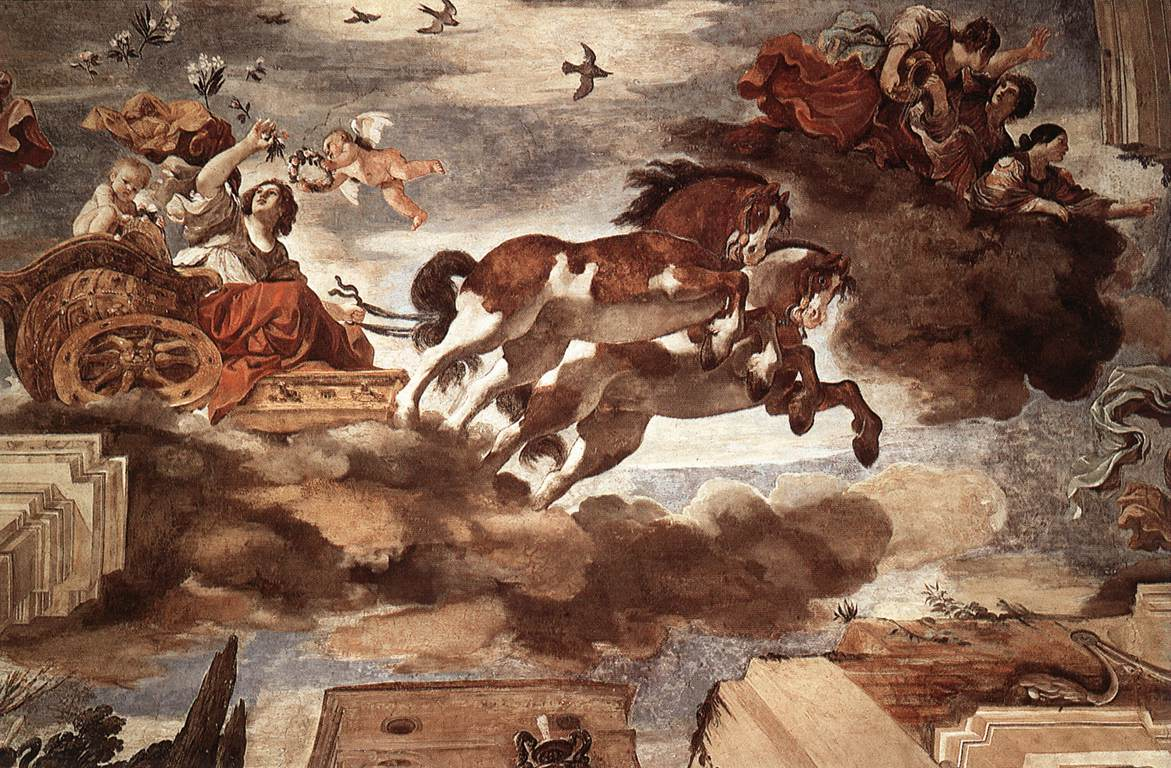
Aurore, fresque de plafond du Guerchin.
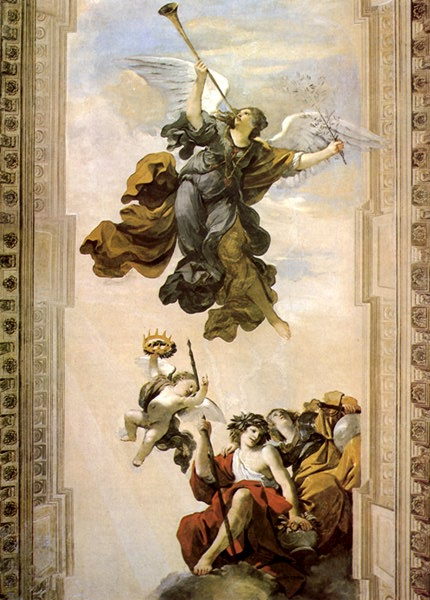
Fama du Guerchin.

## Autres
La statue romaine du Suicide du Galate fut découverte dans les fouilles de la Villa Ludovisi.
Ingres représenta le Casino dell'aurora de la villa dans un petit tableau rond conservé au Musée de Montauban.